# Proranus intracta
Proranus intracta är en insektsart som beskrevs av Walker 1858. Proranus intracta ingår i släktet Proranus och familjen dvärgstritar. Inga underarter finns listade i Catalogue of Life.